# ヴィクトリア (アルバム)
『ヴィクトリア』（英: Victoria Beckham）は、イギリスの女性歌手、ヴィクトリア・ベッカムによる1枚目のスタジオアルバム。2001年10月1日にヴァージン・レコードからイギリスで発売された。日本では同年10月11日に東芝EMI（現：EMIミュージック・ジャパン）から発売された。

## 概要
スパイス・ガールズのメンバー、ヴィクトリア・ベッカムのデビュー・ソロ・アルバム。ファースト・アルバムをリリースしたグループの最後のメンバーとなった。
アルバム発売に先立って発表されたシングル「ノット・サッチ・アン・イノセント・ガール」が全英シングルチャート6位を記録した。アルバム発売後、「ア・マインド・オブ・イッツ・オウン」がリカット・シングルとしてリリースされ、同チャート6位も記録した。
5曲目の 「I.O.U. 」はデビッド・ベッカムに捧げられた楽曲だとヴィクトリアが語っており、アルバムの宣伝としてBBC Oneの『パーキンソン』などのテレビ番組で披露した。12曲目の「エブリー・パート・オブ・ミー」は、当時一人息子だったブルックリンに捧げられた楽曲で、イントロとアウトロで彼自身の声がフィーチャーされている。
日本盤には「ノット・サッチ・アン・イノセント・ガール」のリミックス・バージョン2曲がボーナス・トラックとして収録されている。2003年3月5日、日本で廉価版として再発された。
アルバムの制作費は500万ポンド（約6億円）だったと報じられている。その売れ行きが芳しくなかったため、2002年にヴァージンとの契約を終了した。その後、テルスター・レコードに移籍し、デイモン・ダッシュのプロデュースで2枚目のアルバムの制作を開始したが、2004年の同レーベルの倒産によりリリースされることはなかった。その結果、本作はベッカムの歌手生活における唯一のソロ・アルバムとなった。

## 批評
CDジャーナルは「大物プロデューサーの手による、UKナンバー・ワンの人気者にふさわしい作品だ。」と批評した。

## チャート成績
イギリスのアルバム・チャートで最高10位を獲得し、累計5.4万枚以上の売上を記録した。

## 収録曲
| #         | タイトル                                                                                     | 作詞・作曲                                                                                              | 原題                                                       | 時間  |
| --------- | -------------------------------------------------------------------------------------------- | --- | ---------------------------------------------------------- | ----- |
| 1.        | 「ノット・サッチ・アン・イノセント・ガール」                                                 | スティーブ・キプナー、アンドリュー・フランプトン                                                        | Not Such an Innocent Girl                                  | 3:17  |
| 2.        | 「ア・マインド・オブ・イッツ・オウン」                                                       | ヴィクトリア・ベッカム、スティーブ・キプナー、アンドリュー・フランプトン                                | A Mind of Its Own                                          | 3:48  |
| 3.        | 「ザット・カインド・オブ・ガール」                                                           | スティーブ・キプナー、デイヴィッド・フランク、ジャック・クーゲル                                        | That Kind of Girl                                          | 3:48  |
| 4.        | 「ライク・ザット」                                                                           | ヴィクトリア・ベッカム、マット・プライム                                                                | Like That                                                  | 4:01  |
| 5.        | 「ガールフレンド」                                                                           | ヴィクトリア・ベッカム、ハーヴィー・メイソン Jr.、デイモン・トーマス、デーン・バワーズ、J. バレンタイン | Girlfriend                                                 | 3:43  |
| 6.        | 「ミッドナイト・ファンタジー」                                                               | ヴィクトリア・ベッカム、ヨハン・オーベリ、ポール・ライン                                                | Midnight Fantasy                                           | 3:15  |
| 7.        | 「I.O.U」                                                                                    | ヴィクトリア・ベッカム、アンドリュー・フランプトン、クリス・ブレイデ                                    | I.O.U                                                      | 3:49  |
| 8.        | 「ノー・トリックス、ノー・ゲームズ」                                                         | ヴィクトリア・ベッカム、スティーブ・キプナー、アンドリュー・フランプトン                                | No Trix, No Games                                          | 3:03  |
| 9.        | 「アイ・ウィッシュ」                                                                         | カーステン・シャック、ケネス・カーリン、ピーター・バイク、ユージン・ワイルド                            | I Wish                                                     | 4:10  |
| 10.       | 「ホワッチャ・トーキン・バウト」                                                             | ヴィクトリア・ベッカム、カーステン・シャック、ケネス・カーリン、ネイト・バトラー                        | Watcha Talkin' Bout                                        | 3:51  |
| 11.       | 「アンコンディショナル・ラブ」                                                               | ヴィクトリア・ベッカム、レット・ローレンス                                                              | Unconditional Love                                         | 3:50  |
| 12.       | 「エブリー・パート・オブ・ミー」                                                             | ヴィクトリア・ベッカム、カーステン・シャック、ケネス・カーリン、エリカ・ヤンシー、ネイト・バトラー      | Every Part of Me                                           | 5:11  |
| 13.       | 「ノット・サッチ・アン・イノセント・ガール」(ロビー・リヴェラズ・メイン・ボーカル・ミックス) | | Not Such an Innocent Girl (Robbie Rivera's Main Vocal Mix) | 6:56  |
| 14.       | 「ノット・サッチ・アン・イノセント・ガール」(サンシップ・レディオ・エディット)               | | Not Such an Innocent Girl (Sunship Radio Edit)             | 3:43  |
| 合計時間: | 合計時間:                                                                                    | 合計時間:                                                                                               | 合計時間:                                                  | 56:25 |